# Charles Coburn

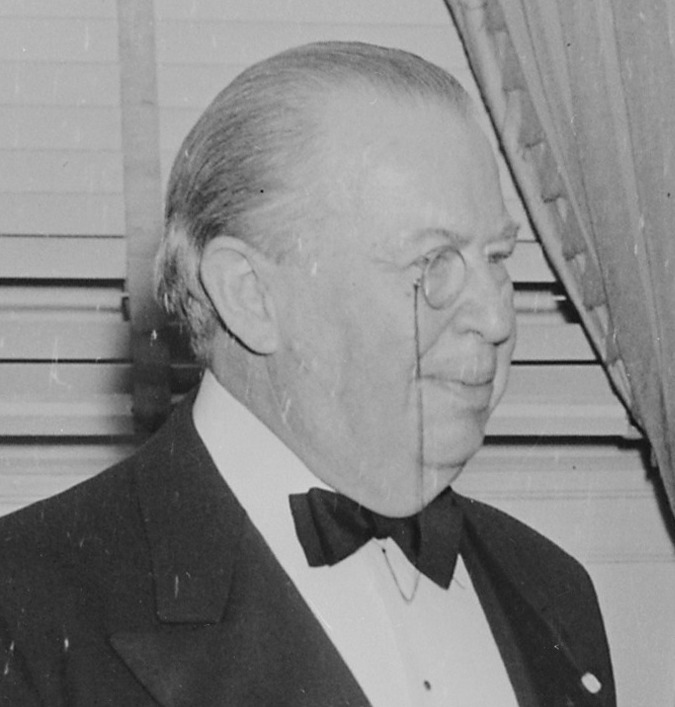
Charles Coburn (1946)

Charles Douville Coburn (* 17. Juni 1877 in Savannah, Georgia; † 30. August 1961 in New York) war ein US-amerikanischer Schauspieler. Für seinen Auftritt in Immer mehr, immer fröhlicher gewann er 1944 den Oscar als bester Nebendarsteller.

## Leben und Karriere
Charles Coburn übernahm bereits als Jugendlicher kleinere Jobs in einem lokalen Theater. Im Alter von 17 Jahren war er Manager eines Theaters in Savannah, ehe er dann als Schauspieler auf die Bühne wechselte. Ab 1901 trat er regelmäßig am Broadway auf. Im Jahr 1906 heiratete er die Schauspielerin Ivah Wills, mit der er im Jahr zuvor seine eigene Theatertruppe The Coburn Players gegründet hatte. Neben seiner Schauspielkarriere trat Coburn ab den späten 1910er Jahren auch als Theaterproduzent und -regisseur am Broadway in Erscheinung. Nachdem seine Ehefrau Ivah 1937 verstorben war, wandte sich der 60-jährige Coburn der Filmindustrie in Hollywood zu. Bis zu diesem Zeitpunkt hatte er nur bei zwei Kinofilmen als Schauspieler mitgewirkt.
Coburns erster Film unter seinem neuen Studiovertrag in Hollywood war Of Human Hearts (1938), in dem er in einer Nebenrolle einen Arzt spielte. Großen Eindruck machte er 1941 neben Jean Arthur in der Komödie Mary und der Millionär, in der er in der Rolle eines vielgehassten Millionärs das Leben seiner einfachen Mitarbeiter kennenlernen will. Die Rolle brachte ihm seine erste Oscar-Nominierung in der Kategorie Bester Nebendarsteller ein. Rasch etablierte er sich als Darsteller liebenswerter, zumeist vermögender Herren. Den Oscar als bester Nebendarsteller erhielt Coburn schließlich 1944, als er erneut die Rolle eines Millionärs an der Seite von Jean Arthur spielte: In der Komödie Immer mehr, immer fröhlicher mietet er sich in Jean Arthurs Wohnung ein, vermietet sein Zimmer wiederum an Joel McCrea und will die beiden jungen Leute einander näherbringen. Drei Jahre später wurde er für die Rolle eines gutherzigen Urgroßvaters in Das Vermächtnis (1946) in derselben Kategorie erneut für den Oscar nominiert. Weitere komödiantische Rollen waren der Hochstapler Colonel Harrington in Preston Sturges’ Die Falschspielerin (1941) sowie der Großvater von Don Ameche in Ernst Lubitschs Ein himmlischer Sünder (1943). 
Zum Markenzeichen von Coburn wurden Monokel und Zigarre, die er in zahlreichen Filmen bei sich trug. Dabei spielte Coburn nicht nur in Komödien, sondern auch in ernsteren Filmen, etwa als Anwalt in Alfred Hitchcocks Gerichtsdrama Der Fall Paradin (1947). Eine seltene Schurkenrolle übernahm er 1942 in dem Filmdrama Kings Row als sadistischer Kleinstadt-Arzt, der aus Antipathie manchen Patienten gegenüber unnötige und brutale Operationen durchführt. Anfang der 1950er Jahre war er zweimal neben Marilyn Monroe zu sehen: in Liebling, ich werde jünger (1952) und Blondinen bevorzugt (1953), beide unter der Regie von Howard Hawks. Insbesondere sein Auftritt als alter Millionär in Blondinen bevorzugt, der einer charmanten von Monroe gespielten Blondine verfällt und sich schließlich ihretwegen in einem Gerichtsprozess blamiert, blieb in Erinnerung. Ab den 1950er Jahren war Coburn auch Gastdarsteller in einigen Fernsehserien. Obwohl seine Auftritte gegen Ende der 1950er Jahre seltener wurden, stand Coburn noch bis zuletzt vor der Kamera.
1959 heiratete der damals 82-jährige Coburn die halb so alte Winifried Natzka. Sie bekamen 1960 noch ein Kind, aus seiner früheren Ehe hatte Coburn weitere sechs Kinder. Im folgenden Jahr erlag Charles Coburn mit 84 Jahren einem Herzinfarkt.

## Filmografie (Auswahl)
- 1933: Boss Tweed
- 1935: The People’s Enemy
- 1938: Of Human Hearts
- 1938: Lord Jeff
- 1938: Vivacious Lady
- 1939: Ein ideales Paar (Made For Each Other)
- 1939: Die Findelmutter (Bachelor Mother)
- 1939: Nur dem Namen nach (In Name Only)
- 1939: Idiot’s Delight
- 1939: Liebe und Leben des Telefonbauers A. Bell (The Story of Alexander Graham Bell)
- 1939: Stanley and Livingstone
- 1940: Der große Edison (Edison, the Man)
- 1940: Der Weg nach Singapur (Road to Singapore)
- 1941: Die Falschspielerin (The Lady Eve)
- 1941: Mary und der Millionär (The Devil and Miss Jones)
- 1941: H.M. Pulham, Esq.
- 1942: Kings Row
- 1942: Ich will mein Leben leben (In This Our Life)
- 1942: Unser trautes Heim (George Washington Slept Here)
- 1942: Immer mehr, immer fröhlicher (The More The Merrier)
- 1943: Ein himmlischer Sünder (Heaven Can Wait)
- 1943: Liebesleid (The Constant Nymph)
- 1943: Der Pilot und die Prinzessin (Princess O’Rourke)
- 1944: Knickerbocker Holiday
- 1944: Wilson
- 1944: Modell wider Willen (Together Again)
- 1945: Skandal bei Hofe (A Royal Scandal)
- 1945: Over 21
- 1945: Rhapsodie in Blau (Rhapsody in Blue)
- 1946: Das Vermächtnis (The Green Years)
- 1947: Angelockt (Lured)
- 1947: Der Fall Paradin (The Paradine Case)
- 1948: B.F.’s Daughter
- 1948: Green Grass of Wyoming
- 1949: Impact
- 1949: Wenn meine Frau das wüßte (Everybody Does It)
- 1949: Frauen um Dr. Corday (The Doctor and the Girl)
- 1950: Verliebt, verlobt, verheiratet (Peggy)
- 1950: Alter schützt vor Liebe nicht (Louisa)
- 1951: Der maskierte Kavalier (The Highwayman)
- 1952: Liebling, ich werde jünger (Monkey Business)
- 1952: Hat jemand meine Braut gesehen? (Has Anybody Seen My Gal?)
- 1953: Blondinen bevorzugt (Gentlemen Prefer Blondes)
- 1953: Ärger auf der ganzen Linie (Trouble Along the Way)
- 1954: Das lange Warten (The Long Wait)
- 1956: Die Macht und ihr Preis (The Power and the Prize)
- 1956: In 80 Tagen um die Welt (Around the World in 80 Days)
- 1957: The Story of Mankind
- 1957: Onkel George und seine Mörder (How To Murder A Rich Uncle)
- 1958: Ein Fremder in meinen Armen (A Stranger in My Arms)
- 1959: Der ehrbare Bigamist (The Remarkable Mr. Pennypacker)
- 1959: Beherrscher der Meere (John Paul Jones)
- 1960: Pepe – Was kann die Welt schon kosten (Pepe)

## Auszeichnungen
Oscar/Bester Nebendarsteller:
- 1942: Nominierung für Mary und der Millionär
- 1944: Gewonnen für Immer mehr, immer fröhlicher
- 1947: Nominierung für Das Vermächtnis